# 甕滋
甕 滋（もたい しげる、1933年10月20日 - ）は日本の農水官僚。林野庁次長、大臣官房長、食糧庁長官、林野庁長官、農林水産事務次官、農林漁業信用基金理事長、地方競馬全国協会会長、農林水産技術会議会長などを歴任。血液型はA型。

## 来歴
長野県安曇野市出身。長野県上田高等学校、東京大学法学部卒業。日本政治史を専門とする岡義武のゼミで学ぶ。東大時代の同期に内海孚らがいた。自分にとって一番性に合うのは農林省だと考え、1957年に同省に入省。配属先は農政局総務課。1975年5月 畜産局食肉鶏卵課長。1978年7月 農林水産省畜産局食肉鶏卵課長。同年8月 大臣官房参事官。1979年8月 畜産局畜政課長。1981年7月 大臣官房秘書課長。1983年7月 林野庁林政部長。1984年11月 林野庁次長。1986年6月10日 大臣官房長。1988年1月12日 食糧庁長官。1989年7月11日 林野庁長官。1990年8月1日 農林水産事務次官。1991年8月2日 退官。1992年7月25日 農林漁業信用基金理事長（〜1995年7月31日）。1995年8月 地方競馬全国協会会長（〜2003年8月）。1999年10月 農林水産技術会議会長。